# Бакуны (Гомельская область)
Бакуны (бел. Бакуны) — деревня в Бурковском сельсовете Брагинского района Гомельской области Белоруссии.

## География
В 12 км на запад от Брагина, 23 км от железнодорожной станции Хойники (на ветке Василевичи — Хойники от линии Калинковичи — Гомель), 121 км от Гомеля. 62 хозяйства, 116 жителей (2004 год).

## Транспортная система
Транспортные связи по просёлочной, затем автодороге Брагин — Хойники.
Планировка состоит из 2 прямолинейных, параллельных улиц, ориентированных с юго-востока на северо-запад, застроенных преимущественно двусторонне деревянными домами усадебного типа.

## История
Согласно письменным источникам известна с XIX века как деревня в Речицком уезде Минской губернии. В 1850 году владение графини Ракицкой. Согласно переписи 1897 года в Микулицкой волости.
С 8 декабря 1926 года по 30 декабря 1927 года центр Бакунского сельсовета. В 1931 году организован колхоз. В 1959 году в составе колхоза «Красная нива» (центр — деревня Бурки).

## Население

### Численность
- 2004 год — 62 двора, 116 жителей.

### Динамика
- 1816 год — 17 дворов, 50 жителей.
- 1850 год — 18 дворов, 102 жителя.
- 1859 год — 17 дворов, 123 жителя.
- 1897 год — 46 дворов, 276 жителей (согласно переписи).
- 1909 год — 118 дворов, 291 житель.
- 1926 год — 78 дворов, 446 жителей.
- 1930 год — 491 житель.
- 1959 год — 512 жителей (согласно переписи).
- 2002 год — 69 двора, 132 жителей.
- 2004 год — 62 двора, 116 жителей.